# Luis Holder
Luis Holder Pérez es un militar venezolano que ha trabajado como profesor en la Universidad Militar Bolivariana de Venezuela y en el Instituto de Altos Estudios de la Defensa Nacional. En 2017 el Consejo Nacional de Universidades (CNU) le otorgó la posición de vicerrector académico interino por la Universidad Simón Bolívar (USB) de Caracas, decisión rechazada por la comunidad universitaria por desconocer los candidatos propuestos por la universidad y por no tener suficiente reconocimiento académico.

## Carrera
Holder recibió un doctorado en ciencia y artes militares, en el área de seguridad de la nación, en la Universidad Militar Bolivariana de Venezuela, donde ha sido profesor universitario. También ha trabajado como profesor en el Instituto de Altos Estudios de la Defensa Nacional. En 1996 fue contratado por la Universidad Simón Bolívar (USB) de Caracas por un año como profesor a dedicación exclusiva del Departamento de Electrónica y Circuitos; Holder renunció después de tres meses al negarse a dictar claes y por no querer seguir las normas del departamento. Adicionalmente, Holder fue director del programa del satélite espacial VENESAT-1 (satélite Simón Bolívar). Holder ha sido articulista de Aporrea.
Durante las protestas en Venezuela de 2017, ante la renuncia del vicerrector académico de la USB, la universidad realizó una consulta a estudiantes y a profesores. El 8 de junio de 2017 la comunidad universitaria presentó ante el Consejo Nacional de Universidades dos candidatos para ejercer la posición, los profesores titulares Óscar González y Solange Issa, considerados como los más calificados de la institución. El ministro para la educación universitaria, ciencia y tecnología, Hugbel Roa, ignoró la opinión de la comunidad universitaria y propuso a Luis Holder como candidato. Dado que el CNU no designaba a la autoridad encargada, el 28 de junio el Consejo Directivo nombró a Oscar González, quien se desempeñaba como Decano de Extensión y era profesor titular del Departamento de Mecánica. El 3 de julio a través de la Gaceta Oficial número 41.185 se convocó a una sesión extraordinaria solo para designar al vicerrector académico interino de la universidad. El día de la sesión, el 11 de julio, ningún rector de las universidades autónomas asistió y solo el rector Enrique Planchart de la USB pudo votar por el profesor elegido por su comunidad universitaria; el CNU otorgó el cargo como vicerrector académico interino a Holder. Con respecto a la sesión, Planchart declaró:

Explicamos al CNU las razones académicas, no políticas, por las cuales no debía designarse a Holder, así como también cómo fue el proceso de consulta a la comunidad que produjo las candidaturas de Óscar González y Solange Issa. Son profesores reconocidos que cuentan con el apoyo de toda la Universidad, profesores, estudiantes, empleados y obreros. En cambio Holder, no. Él tiene una historia lamentable en la USB (fue profesor por un trimestre en los años noventa), su currículo muestra que solo ha tenido cargos gerenciales, no académicos, no tiene tesistas, estudiantes ni pasantes, no tiene actividades de investigación, excepto tres artículos de 1994 que publicó cuando terminó su tesis doctoral. No tiene publicaciones científicas, no es un académico.
Enrique Planchart, rector de la Universidad Simón Bolívar

El 12 de julio el Consejo Directivo de la USB rechazó el nombramiento y exhortó a designar como encargado de la posición al profesor Óscar González. Tres grupos de la USB: profesores, estudiantes y egresados, firmaron el «Acuerdo de Sartenejas» como respuesta a la decisión del CNU, el cual la rechazaba y declaraba que «lesiona a la universidad, sus intereses y afecta la vida académica», además de ser una «intervención inaceptable». La decisión fue rechazada por la Federación de Profesores Universitarios de Venezuela (FAPUV) al considerar que viola la autonomía universitaria y de tener una motivación política. El diputado por el estado Miranda en la Asamblea Nacional, Miguel Pizarro, recalcó que «la dictadura pretende violar la autonomía universitaria de la USB e imponer un vicerrector académico desconocido en la comunidad uesebista». La Fundación Casa Uslar Pietri y la organización no gubernamental Aula Abierta también expresaron su rechazo ante la decisión.
En la tarde del 7 de septiembre de 2017 Holder asumió el cargo como vicerrector académico interino. El rector Planchart anunció que la USB introduciría un recurso ante el tribunal contencioso administrativo sobre el nombramiento realizado por el CNU, declarando que había dudas sobre el desarrollo de la sesión, que «votaron personas a las cuales no les correspondía votar» y que «ni siquiera hubo conteo de votos cuando se hizo la designación». La universidad también anunció que solicitaría al CNU una reconsideración de la decisión. El viceministro para la educación y gestión universitaria, Andrés Eloy Ruiz, sostuvo que la designación, al producirse por la renuncia del titular del cargo y no por una destitución, no consistía en una intervención de la universidad. Un grupo de estudiantes y profesores protestó contra a la designación con pancartas alusivas a la autonomía universitaria y a la defensa de la universidad. El presidente de la Federación de Centros de Estudiantes (FCEUSB), Daniel Ascanio, le dijo a Luis Holder y al viceministro Ruiz que «el nombramiento no era aceptado por la comunidad» y que «el sector estudiantil no lo reconocería». Óscar González manifestó que consideraba el nombramiento del CNU como una intervención de la USB, razón por la cual ponía el cargo a la orden del rector Planchart y no de los representantes del ministerio.
En 2019, la Asociación de Profesores de la USB (APUSB) convocó a una asamblea extraordinaria de profesores ante la ausencia del rector Planchart por motivos de salud. El organismo ratificó el Acuerdo de Sartenejas y le solicitó a los otros dos grupos firmantes, egresados y estudiantes, mantener la vigencia del acuerdo, donde se le solicita a Holder la renuncia. La APUSB también rechazó el hecho de que Holder no hubiera sido electo por la comunidad universitaria. Para 2020 el secretario de la FCEUSB declaró que Holder no estaba ejerciendo sus funciones, denunciando que no se ocupaba de los problemas estudiantiles, como organizar los ciclos de iniciación universitaria o suspender las evaluaciones cuando los obreros estuviesen en protesta por sus bajos salarios.